# 48/49
48/49 è l'album d'esordio dei Beatsteaks, pubblicato nel 1997 dalla XNO Records. In seguito, la band firmerà con la Epitaph Records.

## Tracce
1. Unminded – 2:35
2. Fragen – 3:08
3. Why You Not... – 2:34
4. Different Ways – 3:22
5. 48/49 – 2:49
6. Fool – 1:53
7. Schlecht – 1:49
8. Me Against the World – 2:54
9. Indifferent – 4:22
10. Barfrau – 0:14
11. You Walk – 2:49
12. Disillusion – 20:13

## Formazione
- Arnim Teutoburg-Weiß - voce, chitarra
- Bernd Kurtzke - chitarra
- Peter Baumann - chitarra
- Alexander Rosswaag - bassista
- Stefan Hircher - batterista